# Yarligh
Yarligh (també Yarliq o Yarlik, mongol: зарлиг; rus: iarlyk, o yarlyk o yarligh) és un terme d'origen turc emprat a l'Imperi Mongol per designar un decret o orde imperial. Es va continuar emprant als kanats i estats successors. La paraula té un marcat origen uigur i no apareix a les inscripcions de l'Orkhon, cosa que demostra que no és oghuz. Fins al segle xvi els yarlighs van ser validats per la tamgha dels kans.